# Ianistigmus tatianae
Ianistigmus tatianae är en stekelart som beskrevs av Boucek 1988. Ianistigmus tatianae ingår i släktet Ianistigmus och familjen gallglanssteklar. Inga underarter finns listade i Catalogue of Life.